# Репрезентација
Репрезентација у теорији група је посебна врста хомоморфизма. Репрезентација  групе G у комплексном векторском простору H је подгрупа групе несингуларних линеарних оператора у H која је хомоморфан лик групе G.

## Разлагање репрезентација
Један од значајних проблема важних у физици јесте фактичко разлагање, што подразумева разлагање редуцибилних репрезентација у најједноставнији, квазидијагонални облик и налажење базиса у ком они имају такав облик. Технику разлагања је решио мађарски научник Еуген Вигнер.
Редуцибилна унитарна репрезентација  групе G у унитарном простору Н се може разложити у облику:
{\displaystyle D(G)=\oplus _{{\mu }=1}^{p}a_{\mu }D^{(\mu )}(G),}
где су {\displaystyle a_{\mu }} фреквенције појављивања иредуцибилних репрезентација {\displaystyle D^{(\mu )}(G)} у разлагању. Фреквенције се могу одредити из карактера репрезентација. Из разлагања репрезентације следи да се цео унитаран простор Н разлаже:
{\displaystyle H=\oplus _{{\mu }=1}^{p}H^{(\mu )}=\oplus _{{\mu }=1}^{p}\oplus _{t_{\mu }=1}^{a_{\mu }}H^{(\mu t_{\mu })},}
где је {\displaystyle H^{(\mu )}} вишеструки иредуцибилни простор репрезентације {\displaystyle D^{(\mu )}(G)}, а {\displaystyle H^{(\mu t_{\mu })}} њен једноструки иредуцибилни простор. У базису чији су вектори елементи међусобно иредуцибилних простора, матрице репрезентације ће бити квазидијагоналне. Како различити овакви базиси дају еквивалентне, али различите квазидијагоналне блокове, ради једнозначности тражи се да се репрезентација разложи на унапред задате иредуцибилне репрезентације и тај базис се назива стандардни или симетријски адаптиран базис.